# Link Gaetz
Link Gaetz (né le 2 octobre 1968 à Vancouver, Colombie-Britannique au Canada) est un ancien joueur professionnel canadien de hockey sur glace,.

## Carrière de joueur
Repêché en 2e lors du repêchage de 1988 de la Ligue nationale de hockey par les North Stars du Minnesota à la suite de deux saisons passées dans la Ligue de hockey de l'Ouest. Lou Nanne, alors directeur général des North Stars, dira plus tard de ce choix : « En 1re ronde nous avons repêché Mike Modano pour protéger la franchise. En 2e ronde nous avons repêché Link pour protéger Mike et en 3e ronde nous aurions dû repêcher un avocat pour protéger Link. » Gaetz a une très mauvaise réputation dans le monde du hockey en raison de ses nombreux problèmes de violence, soit sur la patinoire et même à l'extérieur des arénas. Il connut beaucoup d'ennuis au cours de sa carrière à cause de sa surconsommation d'alcool et de son comportement agressif envers tout le monde.
Après le repêchage, il devint professionnel en se joignant à l'organisation du Minnesota. À sa première saison, il y jouera que 12 parties passant le reste de la saison avec le club école des North Stars, les Wings de Kalamazoo. En mai 1991, il fut réclamé par les Sharks de San José lors du repêchage d'expansion de 1991. Il jouera une saison avec les Sharks, accumulant un impressionnant total de 326 minutes de pénalités en seulement 48 parties. Ce seront ses dernières parties dans la LNH. Au cours de l'été qui suivit, il eut un accident de voiture. Il était alors dans un véhicule conduit par son ami Patrick Bell qui fut plus tard accusé de conduite avec les facultés affaiblies. Sérieusement blessé, il quitta l'hôpital six semaines après l'accident et fut en réhabilitation deux mois. Il put reprendre l'entraînement à la fin de l'été en patinant deux fois par jour. Il manqua la majorité de la saison qui suivit. Il fut par la suite échangé aux Oilers d'Edmonton en grande partie à cause de ses écarts de conduites. Toujours blessé à l'automne 1992, il fut arrêté alors qu'il conduisait sous l'effet de l'alcool, à peine quelques mois après son grave accident.
Par la suite, il signa avec trois équipes différentes et à chaque fois se fit renvoyer par ces dernières. Il mit donc le cap sur Nashville où il signa avec les Knights de la East Coat Hockey League en 1994. Une fois de plus, il eut des troubles de comportements, menaçant son entraîneur, Nick Fotiu,  et ses coéquipiers à quelques reprises. L'histoire se répéta presque à chaque ville où il passa. En 1995, alors qu'il évoluait pour les Iguanas de San Antonio, il fut arrêté par la police à la suite d'une bagarre générale lors d'une partie. Le lendemain, alors devant une juge de la cour, celle-ci lui demanda son nom et il lui répondit : « C'est écrit sur la carte que vous tenez ». La juge exaspérée par son comportement le mit à l'amende pour $10 000 ce qui ne contenta pas l'accusé, celui-ci narguant la juge pour qu'elle augmente l'amende à $100 000. Il écopa de 10 jours de prison en plus de la somme d'argent.
Il continua à jouer jusqu'en 2005. Cette année-là, il fut suspendu par son équipe pour avoir manqué de respect à ses coéquipiers. Il avait alors été acheter un hamburger entre la 2e et 3e période et le mangea rapidement avant de retourner au banc avec son équipe.

## Statistiques
| Saison     | Équipe                       | Ligue       |    | Saison régulière | Saison régulière | Saison régulière | Saison régulière | Saison régulière |   | Séries éliminatoires | Séries éliminatoires | Séries éliminatoires | Séries éliminatoires | Séries éliminatoires |
| Saison     | Équipe                       | Ligue       | PJ | B                | A                | Pts              | Pun              | PJ               | B | A                    | Pts                  | Pun                  |                      |                      |
| 1985-1986  | Millionaires de Quesnel      | PCJHL       | 15 | 0                | 7                | 7                | 4                | -                | - | -                    | -                    | -                    |                      |                      |
| 1985-1986  | Falcons de Abbotsford        | BCHL        | 2  | 0                | 0                | 0                | 2                | -                | - | -                    | -                    | -                    |                      |                      |
| 1986-1987  | Centennials de Merritt       | BCHL        | 7  | 4                | 2                | 6                | 27               | -                | - | -                    | -                    | -                    |                      |                      |
| 1986-1987  | Flyers de Delta              | BCHL        | 16 | 5                | 10               | 15               | 26               | -                | - | -                    | -                    | -                    |                      |                      |
| 1986-1987  | Bruins de New Westminster    | LHOu        | 44 | 2                | 7                | 9                | 52               | -                | - | -                    | -                    | -                    |                      |                      |
| 1987-1988  | Chiefs de Spokane            | LHOu        | 59 | 9                | 20               | 29               | 313              | 10               | 2 | 2                    | 4                    | 70                   |                      |                      |
| 1988-1989  | Wings de Kalamazoo           | LIH         | 37 | 3                | 4                | 7                | 192              | 5                | 0 | 0                    | 0                    | 56                   |                      |                      |
| 1988-1989  | North Stars du Minnesota     | LNH         | 12 | 0                | 2                | 2                | 53               | -                | - | -                    | -                    | -                    |                      |                      |
| 1989-1990  | Wings de Kalamazoo           | LIH         | 61 | 5                | 16               | 21               | 318              | 9                | 2 | 2                    | 4                    | 59                   |                      |                      |
| 1989-1990  | North Stars du Minnesota     | LNH         | 5  | 0                | 0                | 0                | 33               | -                | - | -                    | -                    | -                    |                      |                      |
| 1990-1991  | Blades de Kansas City        | LIH         | 18 | 1                | 10               | 11               | 178              | -                | - | -                    | -                    | -                    |                      |                      |
| 1990-1991  | Wings de Kalamazoo           | LIH         | 9  | 0                | 1                | 1                | 44               | -                | - | -                    | -                    | -                    |                      |                      |
| 1991-1992  | Sharks de San José           | LNH         | 48 | 6                | 6                | 12               | 326              | -                | - | -                    | -                    | -                    |                      |                      |
| 1992-1993  | Knights de Nashville         | ECHL        | 3  | 1                | 0                | 1                | 10               | -                | - | -                    | -                    | -                    |                      |                      |
| 1992-1993  | Blades de Kansas City        | LIH         | 2  | 0                | 0                | 0                | 14               | -                | - | -                    | -                    | -                    |                      |                      |
| 1993-1994  | Blaze de West Palm Beach     | SuHL        | 6  | 0                | 3                | 3                | 15               | -                | - | -                    | -                    | -                    |                      |                      |
| 1993-1994  | Knights de Nashville         | ECHL        | 24 | 1                | 1                | 2                | 261              | -                | - | -                    | -                    | -                    |                      |                      |
| 1993-1994  | Oilers du Cap-Breton         | LAH         | 21 | 0                | 1                | 1                | 140              | -                | - | -                    | -                    | -                    |                      |                      |
| 1994-1995  | Iguanas de San Antonio       | LCH         | 13 | 0                | 3                | 3                | 156              | -                | - | -                    | -                    | -                    |                      |                      |
| 1995-1996  | Toreros de Mexico            | NAL         |    |                  |                  |                  |                  |                  |   |                      |                      |                      |                      |                      |
| 1995-1996  | Spiders de San Francisco     | LIH         | 3  | 0                | 0                | 0                | 37               | -                | - | -                    | -                    | -                    |                      |                      |
| 1996-1997  | Monsters de Madison          | CoHL        | 26 | 2                | 4                | 6                | 178              | -                | - | -                    | -                    | -                    |                      |                      |
| 1997-1998  | Leafs de Miramichi           | Coupe Allan | -  | -                | -                | -                | -                | 2                | 0 | 0                    | 0                    | 4                    |                      |                      |
| 1997-1998  | Aces d'Anchorage             | WCHL        | 11 | 0                | 1                | 1                | 130              | -                | - | -                    | -                    | -                    |                      |                      |
| 1998-1999  | Storm de Toledo              | ECHL        | 1  | 0                | 0                | 0                | 2                | -                | - | -                    | -                    | -                    |                      |                      |
| 1999-2000  | Ramblers de Easton           | WGHL        | 11 | 0                | 0                | 0                | 112              | -                | - | -                    | -                    | -                    |                      |                      |
|            |                              |             |    |                  |                  |                  |                  |                  |   |                      |                      |                      |                      |                      |
| 2001-2002  | Promutuel de Rivière-du-Loup | LHSPQ       | 35 | 0                | 2                | 2                | 224              | 5                | 1 | 2                    | 3                    | 50                   |                      |                      |
| 2002-2003  | Prédateurs de Granby         | LHSPQ       | 20 | 0                | 0                | 0                | 148              | -                | - | -                    | -                    | -                    |                      |                      |
| 2002-2003  | Paramédic de Saguenay        | LHSPQ       | 15 | 2                | 1                | 3                | 104              | 3                | 0 | 0                    | 0                    | 41                   |                      |                      |
| 2003-2004  | Promutuel de Rivière-du-Loup | LHSMQ       | 16 | 0                | 1                | 1                | 194              | -                | - | -                    | -                    | -                    |                      |                      |
| 2003-2004  | Vikings de Trois-Rivières    | LHSMQ       | 3  | 0                | 0                | 0                | 17               | -                | - | -                    | -                    | -                    |                      |                      |
| 2003-2004  | Mission de Saint-Jean        | LHSMQ       | 13 | 1                | 0                | 1                | 99               | 12               | 0 | 1                    | 1                    | 51                   |                      |                      |
| 2004-2005  | Prolab de Thetford Mines     | LNAH        | 22 | 0                | 2                | 2                | 117              | -                | - | -                    | -                    | -                    |                      |                      |
| Totaux LNH | Totaux LNH                   | Totaux LNH  | 65 | 6                | 8                | 14               | 412              | -                | - | -                    | -                    | -                    |                      |                      |

## Roller hockey

### Statistiques
| Année | Équipe                   | Compétition |   | PJ | B | A | Pts | Pun |
| 1994  | River Rats de Sacramento | RHI         | 8 | 1  | 3 | 4 | 46  |     |

## Transactions en carrière
- 30 mai 1991 : réclamé par les Sharks de San José des North Stars du Minnesota lors du repêchage d'expansion de 1991.
- 10 septembre 1993 : échangé aux Oilers d'Edmonton par les Sharks de San José en retour d'un choix de 10e ronde (Tomas Pisa) lors du repêchage d'entrée dans la LNH en 1994.